# Lansing Pilch

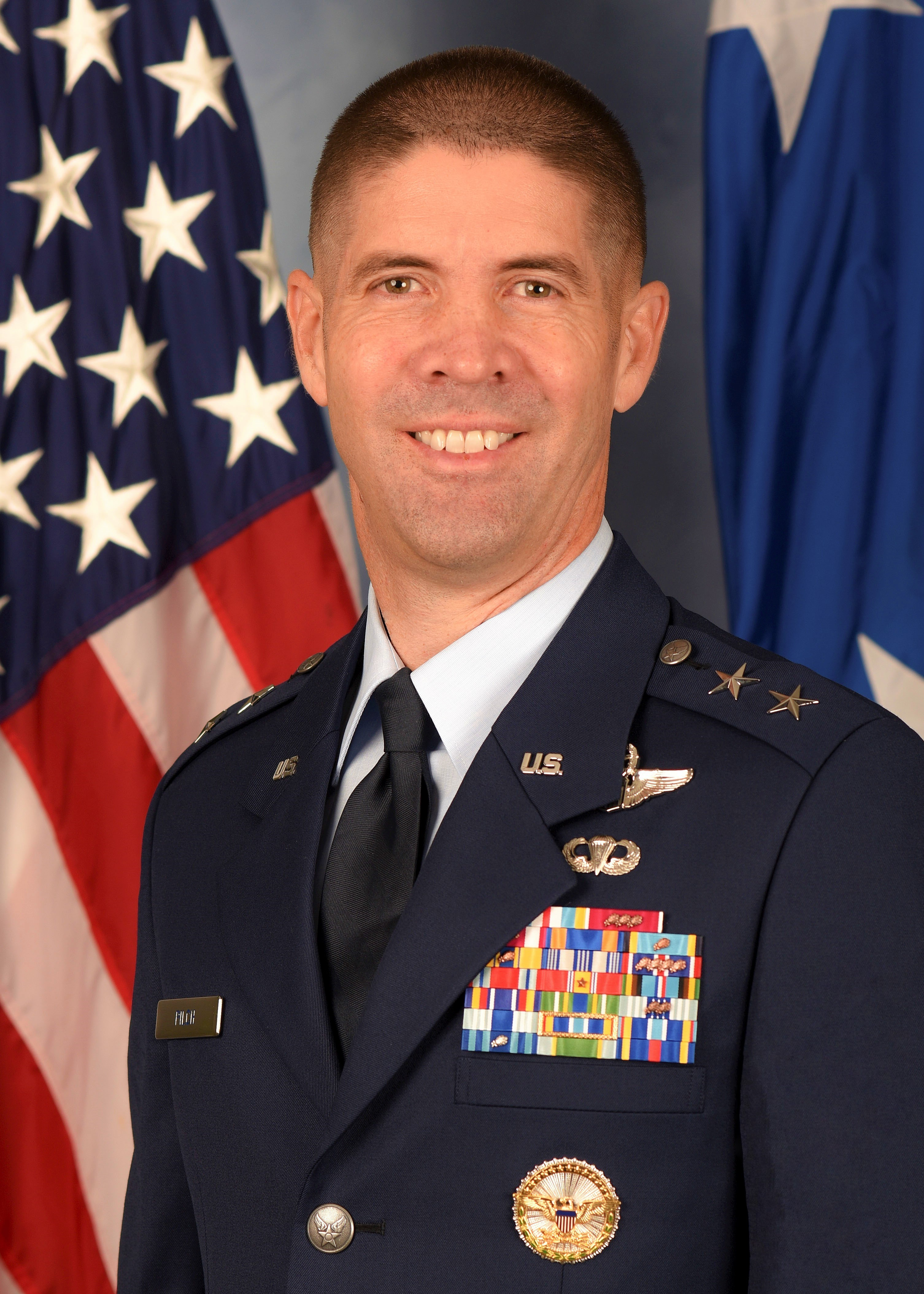
Lansing R. Pilch (2020)

Lansing Robert Pilch (* um 1971) ist ein pensionierter Generalmajor der United States Air Force. Er war unter anderem Kommandeur der 13. Expeditionsluftflotte.
Im Jahr 1993 absolvierte er die United States Air Force Academy in Colorado Springs. Nach seiner Graduation wurde er als Leutnant in das Offizierskorps der Air Force aufgenommen. In der Folge durchlief er alle Offiziersgrade vom Leutnant bis zum Zwei-Sterne-General.
Im Lauf seiner militärischen Karriere absolvierte er verschiedene Kurse und Schulungen. Dazu gehörten unter anderem eine Ausbildung zum Kampfpiloten und weitere Fortbildungskurse als Pilot neuer Flugzeugtypen; die Squadron Officer School auf der Maxwell Air Force Base in Alabama; das Air Command and Staff College (über einen Fernkurs); das Air War College (ebenfalls über einen Fernkurs); das Industrial College of the Armed Forces in Washington, D.C. und das Center for Creative Leadership in Greensboro in North Carolina. Außerdem erhielt er akademische Grade von der University of Michigan und der University of North Carolina at Chapel Hill.
In seinen frühen Jahren als Offizier der Luftwaffe war er an verschiedenen Stützpunkten in den Vereinigten Staaten stationiert. Dabei war er vor allem als Pilot und Flugausbilder bei unterschiedlichen Einheiten tätig. Dazwischen absolvierte er die erwähnten Schulungen. Zwischen April 1999 und Juni 2000 war er auf der Kunsan Air Base in Südkorea stationiert.
Zwischen März 2008 und März 2010 war er als Oberstleutnant auf der Langley Air Force Base in Virginia Kommandeur der 27. Kampfstaffel (27th Fighter Squadron). Danach war er bis Juli 2010 stellvertretender Kommandeur der 1st Operations Group, die ebenfalls auf der Langley AFB ansässig war. Nach seinem Studium am Industrial College of the Armed Forces bis zum Juni 2011 wurde er zum Pentagon versetzt, wo er bis zum Mai 2013 als Senior Military Evaluator for the Director, Operational Test and Evaluation dessen Stab angehörte.
Daran schloss sich eine Versetzung nach Alaska an. Auf der dortigen Elmendorf Air Force Base kommandierte Lansing Pilch zwischen Juni 2013 und Juni 2015 die 3rd Operations Group. Es folgte eine Versetzung zur Eglin Air Force Base in Florida. Dort erhielt Pilch das Kommando über das 33. Kampfgeschwader (33rd Fighter Wing), das er zwischen Juni 2015 und April 2017 innehatte. Sein nächster Auftrag führte ihn zur Osan Air Base in Südkorea. Dort war er ab Mai 2017 bis zum Juli 2019 stellvertretender Kommandeur der 7. Luftflotte und der dortigen amerikanischen Luftstreitkräfte, deren Stabschef er ebenfalls war.
Daran schloss sich eine Verlegung zur Al Dhafra Air Base in den Vereinigten Arabischen Emiraten an. Zwischen Juli 2019 und Juli 2020 kommandierte er dort das 380. Expeditionsgeschwader (380th Air Expeditionary Wing). Seine letzte militärische Mission führte in nach Hawaii. Auf der dortigen Hickham Air Force Base übernahm er das Amt des Director of Air and Cyberspace Operations im Stab der Pacific Air Forces. Mit diesem Amt verbunden war die Funktion des Kommandeurs der ebenfalls auf der Hickham AFB angesiedelten 13. Expeditionsluftflotte. Diese Ämter bekleidete Pilch zwischen dem 18. Juli 2020 und dem 26. Juli 2021. Anschließend schied er aus dem aktiven Militärdienst aus.
Während seiner aktiven Zeit als Militärpilot absolvierte er über 3000 Flugstunden auf verschiedenen Flugzeugtypen.

## Daten der Beförderungen
| Abzeichen | Rang               | Jahr              |
| --------- | ------------------ | ----------------- |
|           | Second Lieutenant  | 2. Juni 1993      |
|           | First Lieutenant   | 2. Juni 1995      |
|           | Captain            | 2. Juni 1997      |
|           | Major              | 1. August 2003    |
|           | Lieutenant Colonel | 1. September 2007 |
|           | Colonel            | 1. Juni 2012      |
|           | Brigadier General  | 4. Mai 2018       |
|           | Major General      | 2. September 2020 |

## Orden und Auszeichnungen
Lansing Pilch erhielt im Lauf seiner militärischen Laufbahn unter anderem folgende Auszeichnungen:
- Defense Superior Service Medal
- Legion of Merit
- Meritorious Service Medal
- Air Medal
- Air Force Commendation Medal
- Air Force Achievement Medal
- Aerial Achievement Medal